# Blindia
Blindia (deutsch Blind-Moose) ist eine Gattung von Laubmoosen aus der Familie Seligeriaceae. Sie ist benannt nach Jean-Jacques Blind (1806–1867), Pastor in Münster/Elsass.

## Merkmale
Blindia ist kosmopolitisch verbreitet. Die Arten wachsen auf feuchten bis nassen (Silikat-)Felsen. Die Pflanzen werden bis 10 Zentimeter groß. Sie haben lanzettlich-pfriemenförmige Blätter, die am Grund gebräunt sind und deutlich differenzierte, aufgeblasene, orange-bräunliche Blattflügelzellen aufweisen. Die ovalen bis birnenförmigen Sporenkapseln haben Spaltöffnungen und kegelförmige Deckel. Peristomzähne sind glatt, können jedoch auch fehlen.

## Systematik
Die früher separat geführte, monotypische Gattung Stylostegium mit der einzigen Art Stylostegium caespiticium wird heute allgemein zu Blindia gestellt.
Nach Stech/Frey zählt die Gattung Blindia weltweit 23 Arten, davon sind zwei in Mitteleuropa vertreten:
- Blindia acuta, Spitzblättriges Blind-Moos
- Blindia caespiticia, Rasen-Blindmoos